# 안톤 포킨
안톤 빅토로비치 포킨(우즈베크어: Anton Viktorovich Fokin, 러시아어: Анто́н Ви́кторович Фо́кин, 1982년 3월 25일~)은 우즈베키스탄의 체조 선수이다. 2007년 세계 선수권 대회에서 평행봉 부문 동메달을 획득하였으며, 2008년 하계 올림픽에서 평행봉 부문 동메달을 획득하였다. 또한 아시안 게임에서도 평행봉 종목에서 은메달 2개를 획득했다.